# 李邈 (蜀漢)
李 邈（り ばく）は、中国の後漢末期、及び三国時代の蜀漢の政治家。字は漢南。本貫は益州広漢郡郪県。

## 生涯
劉璋が益州牧の時代、牛鞞県長を務めていた。劉備が益州を制圧すると従事となった。ある年、元旦の酒宴において、劉備が劉璋を滅ぼしたことを難詰した。担当官吏によって処刑されるところだったが、諸葛亮の嘆願によって放免された。しばらくの後、犍為太守・丞相参軍・安漢将軍の官に就いた。
建興6年（228年）、街亭の戦いで敗れた馬謖が処刑されることになると、李邈は諸葛亮を諌めて言った。「秦は孟明を赦したことで西戎の覇者となり、楚は子玉（成得臣）を誅したことで以後二代に渡り振るいませんでした」と。これによって諸葛亮の意を損ねた。
建興12年（234年）、諸葛亮が没すると皇帝の劉禅は喪に服したが、これに対し李邈は上疏して、「諸葛亮は強兵を擁し、狼や虎のごとく機を窺っておりました」「いま諸葛亮が死没したのはすなわち、宗室が安泰を、西戎が静息を得たということ、全ての者が慶賀すべきことです」などと述べた。これによって劉禅の怒りを買い、李邈は獄に下された後、誅殺された。
弟の李朝は蜀漢の別駕従事、李邵は治中従事となった。またもう一人、夭折の弟があり、それぞれに才能と声望を有した。当時の人々は彼らを李氏三龍と号した。